# 蚁光炎
蟻光炎（1879年—1939年11月21日），祖籍中國廣東省潮州府澄海縣人，泰國華僑領袖，曾任泰國中華總商會第15及16屆主席。

## 生平
蟻氏於1879年（光緒5年）出生在中國廣東澄海東里南畔洲村，自幼家境貧苦，3歲時父母與兄長相繼過世，由兄嫂及胞姐撫養長大。1895年（光緒21年），蟻氏在兄嫂的幫助下，離鄉過番到安南謀生。
蟻氏在23歲時抵達暹羅曼谷，與友人合作創立「六順公司」，及後獨立自資創立光興泰、光順利、光順泰等商號，先後壯大發展航運、火礱、甘蔗、橡膠、紫膠、糧油等行業，事業有成後發起成立潮州會館、火礱公會、報德善堂等聯誼及慈善團體，並兼任中華總商會主席等職務。蟻氏擔任僑領期間，多次組織募捐、賑災、興學、辦醫等公益事業，竭力為僑社服務。
1937年（民國26年）中國抗戰時，蟻氏號召抵制日貨，並領導推銷救國公債及進行籌款活動。1938年（民國27年），蟻氏動員華僑機工到滇緬公路運輸抗日物資，並在曼谷創辦《中原報》宣導抗日消息。1939年（民國28年）11月21日晚，蟻氏在曼谷耀華力路遇刺身亡，享年61歲。

## 紀念
1948年（民國37年），吳稚暉起草、于右任親書《蟻光炎先生墓表》，表彰其生平貢獻。1994年，西安碑林博物館鐫刻《蟻光炎先生墓表》碑石安置於碑林。1997年，廣東省汕頭市委統戰部、汕頭市僑聯發起建立「蟻光炎紀念亭」，坐落在汕頭市鮀浦桑浦山麓七日紅公園，及後在2006年被中國僑聯掛牌評定為「愛國主義教育基地」。 2004年6月10日，蟻氏之子蟻錦中、蟻錦桐將《蟻光炎先生墓表》原稿捐贈予中國國家博物館。
2010年（佛曆2554年）12月18日，蟻氏遺軀在曼谷越貼素輦佛寺舉行火化，繕後骨灰安奉在泰國中部北欖府挽蒲，其後人在他葬身之處修建一座墓苑，每年11月21日舉行祭祀追思，供後人瞻仰與憑弔。

## 外部連結
- 泰国华侨抗日英雄蚁光炎 （页面存档备份，存于），国务院侨务办公室《侨务工作研究》编辑部
- 抗日侨领蚁光炎后人的担忧 （页面存档备份，存于），中国新闻网